# Kategoria Superiore 2015/16
Die Kategoria Superiore 2015/16 war die 77. Spielzeit der höchsten albanischen Spielklasse im Männerfußball. Sie begann am 22. August 2015 und endete am 19. Mai 2016 mit dem 36. Spieltag.
Titelverteidiger und Sieger der letzten fünf Meisterschaften war KF Skënderbeu Korça, amtierender Cupsieger war KF Laçi. Aufsteiger waren KF Tërbuni Puka und KS Bylis Ballsh, denen der Ligaerhalt aber nicht gelang. Nicht mehr in der höchsten Spielklasse vertreten waren KF Apolonia Fier und KF Elbasani. Bis kurz vor Saisonende hatte auch noch FK Partizani Tirana Chancen auf den Meistertitel.
Der zu Beginn der Saison nach Albanien zurückgekehrte Alt-Star der Nationalmannschaft Hamdi Salihi wurde mit 27 Treffern Torschützenkönig.

## Vereine
| Verein              | Logo                  | Stadt   | Stadion                 |
| ------------------- | --------------------- | ------- | ----------------------- |
| KS Teuta Durrës     | Logo Teuta Durrës     | Durrës  | Niko-Dovana-Stadion     |
| KF Tërbuni Puka     |                       | Puka    | Ismail-Xhemali-Stadion  |
| KS Bylis Ballsh     | Logo Bylis Ballsh     | Ballsh  | Adush-Muça-Stadion      |
| KF Skënderbeu Korça | Logo Skënderbeu Korça | Korça   | Skënderbeu-Stadion      |
| FK Kukësi           | Logo Kukësi           | Kukës   | Zeqir-Ymeri-Stadion     |
| KF Laçi             | Logo Laçi             | Laç     | Laç-Stadion             |
| KS Vllaznia Shkodra | Logo Vllaznia Shkoder | Shkodra | Loro-Boriçi-Stadion     |
| KF Tirana           | Logo Tirana           | Tirana  | Selman-Stërmasi-Stadion |
| FK Partizani Tirana | Logo Partizani Tirana | Tirana  | Selman-Stërmasi-Stadion |
| KS Flamurtari Vlora | Logo Flamurtari Vlora | Vlora   | Flamurtari-Stadion      |

## Abschlusstabelle
| Pl. | Verein                  | Sp. | S  | U  | N  | Tore    | Diff. | Punkte |
| --- | ----------------------- | --- | -- | -- | -- | ------- | ----- | ------ |
| 1.  | KF Skënderbeu Korça (M) | 36  | 25 | 4  | 7  | 073:270 | +46   | 79     |
| 2.  | FK Partizani Tirana     | 36  | 21 | 11 | 4  | 051:210 | +30   | 74     |
| 3.  | FK Kukësi               | 36  | 18 | 9  | 9  | 041:250 | +16   | 63     |
| 4.  | KS Teuta Durrës         | 36  | 18 | 9  | 9  | 043:280 | +15   | 63     |
| 5.  | KF Tirana               | 36  | 13 | 14 | 9  | 037:250 | +12   | 53     |
| 6.  | KS Vllaznia Shkodra     | 36  | 11 | 6  | 19 | 036:420 | −6    | 39     |
| 7.  | KF Laçi (P)             | 36  | 8  | 12 | 16 | 030:480 | −18   | 36     |
| 8.  | KS Flamurtari Vlora 1   | 36  | 9  | 11 | 16 | 034:440 | −10   | 35     |
| 9.  | KS Bylis Ballsh (N)     | 36  | 8  | 8  | 20 | 027:530 | −26   | 32     |
| 10. | KF Tërbuni Puka (N)     | 36  | 4  | 6  | 26 | 022:810 | −59   | 18     |

Platzierungskriterien: 1. Punkte – 2. Direkter Vergleich (Punkte, Tordifferenz, geschossene Tore) – 3. Tordifferenz – 4. geschossene Tore

| (M) | amtierender albanischer Meister     |
| (P) | amtierender albanischer Pokalsieger |
| (N) | Neuaufsteiger                       |

## Kreuztabelle
| Spieltage 1–18      | KS Teuta Durrës |     | KS Bylis Ballsh | KF Skënderbeu Korça | FK Kukësi | KF Laçi | KS Vllaznia Shkoder | KF Tirana | FK Partizani Tirana | KS Flamurtari Vlora |
| ------------------- | --------------- | --- | --------------- | ------------------- | --------- | ------- | ------------------- | --------- | ------------------- | ------------------- |
| KS Teuta Durrës     |                 | 3:1 | 3:0             | 0:1                 | 1:0       | 0:1     | 2:0                 | 0:0       | 0:1                 | 3:1                 |
| KF Tërbuni Puka     | 0:1             |     | 4:2             | 0:2                 | 1:1       | 1:1     | 0:2                 | 1:2       | 1:2                 | 1:0                 |
| KS Bylis Ballsh     | 2:1             | 0:2 |                 | 1:4                 | 1:1       | 1:0     | 3:1                 | 0:1       | 1:2                 | 2:3                 |
| KF Skënderbeu Korça | 2:2             | 4:0 | 4:0             |                     | 1:0       | 4:0     | 3:1                 | 2:1       | 2:1                 | 2:0                 |
| FK Kukësi           | 3:0             | 1:0 | 2:0             | 2:1                 |           | 1:0     | 1:0                 | 0:1       | 0:1                 | 1:0                 |
| KF Laçi             | 2:2             | 4:0 | 3:1             | 0:3                 | 1:1       |         | 2:0                 | 1:1       | 2:3                 | 2:1                 |
| KS Vllaznia Shkodra | 0:1             | 2:0 | 3:2             | 0:1                 | 1:1       | 0:1     |                     | 1:1       | 1:2                 | 4:0                 |
| KF Tirana           | 3:0             | 3:0 | 0:0             | 1:2                 | 2:1       | 0:0     | 0:0                 |           | 0:0                 | 1:1                 |
| FK Partizani Tirana | 2:0             | 4:0 | 1:1             | 2:1                 | 2:0       | 1:1     | 1:0                 | 1:0       |                     | 2:1                 |
| KS Flamurtari Vlora | 0:1             | 7:0 | 0:0             | 3:1                 | 0:1       | 0:0     | 2:0                 | 0:2       | 0:0                 |                     |

| Spieltage 19–36     | KS Teuta Durrës |     | KS Bylis Ballsh | KF Skënderbeu Korça | FK Kukësi | KF Laçi | KS Vllaznia Shkoder | KF Tirana | FK Partizani Tirana | KS Flamurtari Vlora |
| ------------------- | --------------- | --- | --------------- | ------------------- | --------- | ------- | ------------------- | --------- | ------------------- | ------------------- |
| KS Teuta Durrës     |                 | 2:1 | 1:0             | 1:1                 | 0:0       | 3:0     | 1:0                 | 0:0       | 0:2                 | 1:1                 |
| KF Tërbuni Puka     | 1:4             |     | 0:1             | 1:3                 | 1:2       | 1:1     | 0:4                 | 1:3       | 0:0                 | 0:2                 |
| KS Bylis Ballsh     | 0:1             | 4:0 |                 | 1:1                 | 0:2       | 1:0     | 0:1                 | 0:0       | 0:2                 | 0:0                 |
| KF Skënderbeu Korça | 1:0             | 2:3 | 3:0             |                     | 3:1       | 6:1     | 2:1                 | 1:0       | 0:1                 | 5:1                 |
| FK Kukësi           | 2:2             | 1:0 | 3:0             | 1:0                 |           | 1:0     | 0:0                 | 2:1       | 0:1                 | 4:0                 |
| KF Laçi             | 1:2             | 0:0 | 0:1             | 0:2                 | 1:1       |         | 3:2                 | 0:3       | 0:0                 | 1:2                 |
| KS Vllaznia Shkodra | 0:2             | 2:0 | 1:0             | 1:0                 | 1:2       | 0:0     |                     | 3:1       | 1:1                 | 2:1                 |
| KF Tirana           | 0:0             | 3:0 | 2:0             | 0:1                 | 1:1       | 1:0     | 1:0                 |           | 2:2                 | 0:0                 |
| FK Partizani Tirana | 1:2             | 4:0 | 1:2             | 1:1                 | 1:0       | 2:0     | 3:0                 | 2:0       |                     | 1:1                 |
| KS Flamurtari Vlora | 1:0             | 1:1 | 0:0             | 0:2                 | 0:1       | 0:1     | 2:0                 | 2:1       | 1:1                 |                     |

## Torschützenliste

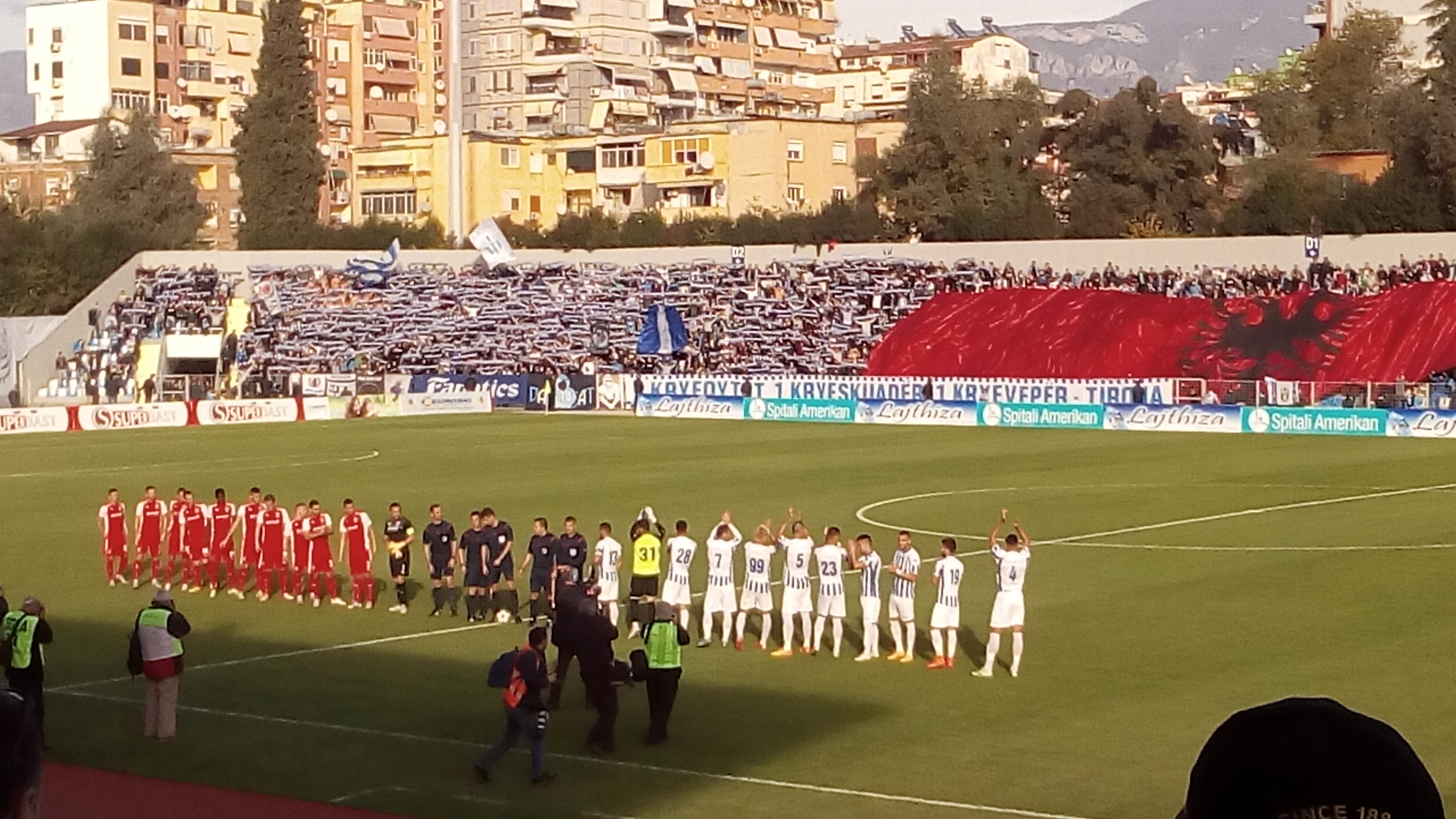
Vor dem Spiel zwischen Tirana und Skënderbeu am 30. November 2015

| Pl.      | Spieler          | Mannschaft                          | Tore |
| -------- | ---------------- | ----------------------------------- | ---- |
| 01.      | Hamdi Salihi     | KF Skënderbeu Korça                 | 27   |
| 02.      | Xhevahir Sukaj   | FK Partizani Tirana                 | 21   |
| 03.      | James Adeniyi 1  | KF Skënderbeu Korça (6) KF Laçi (9) | 15   |
| 04.      | Elis Bakaj 2     | KF Tirana                           | 14   |
| 05.      | Peter Olayinka 3 | KF Skënderbeu Korça                 | 10   |
| 05.      | Izair Emini 4    | FK Kukësi                           | 10   |
| 07.      | Artur Magani     | KS Teuta Durrës                     | 09   |
| 08.      | Ardit Hoxhaj     | KS Bylis Ballsh                     | 07   |
| 08.      | Mateus           | FK Kukësi                           | 07   |
| 08.      | Emiljano Musta   | KS Teuta Durrës                     | 07   |
| 12.      | Erlando Çinari   | KS Vllaznia Shkodra                 | 06   |
| 12.      | Erick Flores     | FK Kukësi                           | 06   |
| 12.      | Valdano Nimani   | KF Laçi                             | 06   |
| 12.      | Stevan Račić     | FK Partizani Tirana                 | 06   |
| 12.      | Ndriçim Shtubina | KS Vllaznia Shkodra                 | 06   |
| Endstand |                  |                                     |      |